# Johnny Watkiss
John Watkiss (ur. 28 marca 1941 w Willenshall) – były australijski piłkarz. Grał na pozycji obrońcy. Był członkiem kadry Australii na Mundialu 1974, który odbywał się w RFN.

## Kariera klubowa
Johnny Watkiss karierę piłkarską rozpoczął w klubie Canterbury-Marrickville w 1957 roku. W 1964 roku przeszedł do APIA Leichhardt Tigers i grał w nim do 1968 roku. Od 1969 roku występował w Sydney Hakoah i grał w nim do 1974 roku. W 1975 roku przeszedł do Sutherland, w którym zakończył karierę w 1978 roku. W latach 1977–1978 pełnił rolę grającego trenera w Sutherland.

## Kariera reprezentacyjna
Johnny Watkiss występował w reprezentacji Australii w latach 1965–1974. W reprezentacji zadebiutował 21 listopada 1965 roku w meczu eliminacji do Mistrzostw Świata 1966 z reprezentacją Korei Północnej. Uczestniczył w przegranych eliminacjach Mistrzostw Świata 1970. W 1973 uczestniczył w zwycięskich eliminacjach do Mistrzostw Świata 1974. W 1974 roku był członkiem kadry Australii na Mistrzostwa Świata. Na Mundialu w RFN był rezerwowym i nie wystąpił w żadnym spotkaniu. Ostatni raz w reprezentacji Watkiss wystąpił 28 października 1973 w eliminacyjnym meczu do MŚ 1974 przeciwko reprezentacji Korei Południowej. Ogółem w latach 1965–1973 Watkiss wystąpił w reprezentacji 19 razy i strzelił dwie bramki.